# Церква Воздвиження Чесного Хреста Господнього (Монастириська)

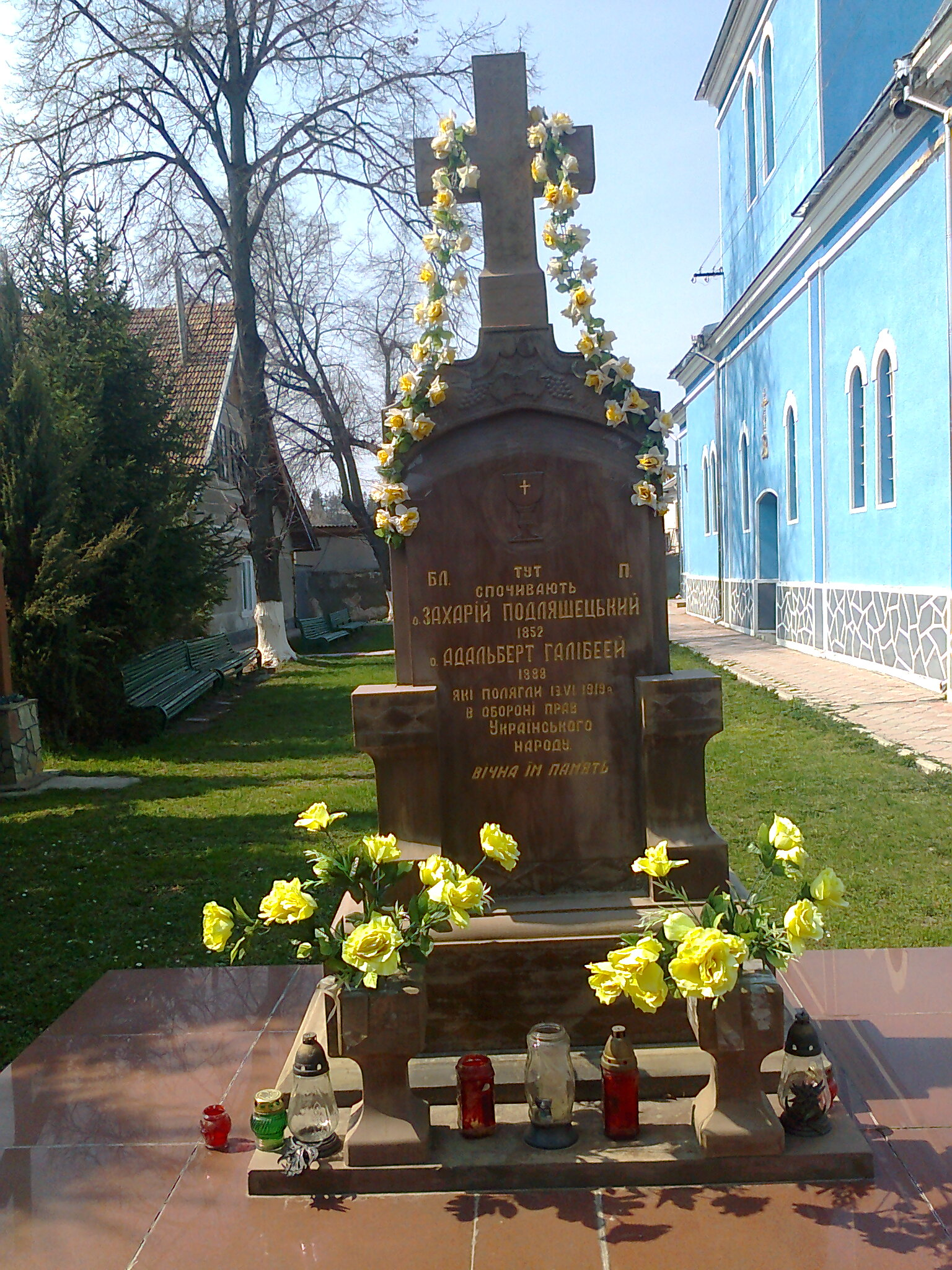
Могила о. Захарія Подляшецького та о. Юрія-Адальберта Галібея біля церкви Воздвиження Чесного Хреста.

Церква Воздвиження Чесного Хреста Господнього — діюча сакральна споруда в м. Монастириська (нині Тернопільська область). Пам'ятка архітектури. Деканальний храм Монастириського деканату УГКЦ.
Оголошена пам'яткою архітектури місцевого значення (охоронний номер 1243).

## Відомості
Збудована 1892 року як храм УГКЦ за ініціятиви пароха о. Захарія Подляшецького. Кошти, матеріали для будівництва надала родина дідича — графа Молодецького, колишнього уніята. Збудована за участи предстаників міщан, один з яким під час будівництва втратив руку. Освячена 1892 року. Церква мурована. Знаходиться на колишньому середмісті.
При церкві діяв хор, останнім диригентом якого до «совітів» був місцевий діяч Рибак Норберт.

## Парохи
- о. Захарій Подляшецький
- о. Білинський
- о. Петро Савіцький, отець — сотрудник Володимир Шуляр отець — сотрудник Віталій Федьків